# Helsem
Helsem är en tidigare tätort i Stranda kommun i Møre og Romsdal fylke i västra Norge. Orten ligger vid fylkesväg 5924, sydöst om kommunens centralort Stranda.
Sedan 2013 räknas bebyggelsen i orten som en del av tätorten Stranda.